# 臺中市潭子區頭家國民小學
臺中市潭子區頭家國民小學（簡稱頭家國小），是位於臺中市潭子區的一所國民小學，1999年8月創校。

## 校史
- 1999年7月，經決議後確定校名為「臺中縣潭子鄉頭家國民小學」，並報請臺中縣政府同意備查。
- 1999年8月1日，奉令正式設立，派張嘉隆先生擔任籌備設校校長，借用僑忠國小辦公室進行籌備。
- 2000年1月，完成校地徵收及撥用工作。
- 2002年2月1日，第二期新建校舍完工。
- 2002年7月21日，第一期新建校舍完工。
- 2002年8月1日，正式開始招生。
- 2008年11月10日，溫水游泳池啟用。
- 2009年11月30日，第三期校舍增建工程完工，增設視聽教室、語言教室及圖書室。
- 2010年4月，成立「明源圖書室」。
- 2010年12月25日，臺中縣市合併改制，機關更名為「臺中市潭子區頭家國民小學」。
- 2014年6月，發起「護眼換新機」募捐活動，畢業典禮上捐贈124台42吋液晶電視供班級英語廣播教學使用。
- 2014年6月30日，英語情境教室完工。
- 2014年10月，接受校務評鑑，榮獲五大面向：行政管理及課程設計特優、教師教學、學生學習及環境營造優等。
- 2019年12月20日，榮獲108年教育部友善校園獎。
- 2020年12月21日，學校後方龍形溝渠連外道路（東北側動線改善工程）完工啟用。
- 2022年3月28日，各班級冷氣機安裝完成。

## 歷任校長
1. 張嘉隆：1999年8月1日－2003年7月31日
2. 錢得龍：2003年8月1日－2011年7月31日
3. 吳孟勳：2011年8月1日－2015年7月31日
4. 王玉龍：2015年8月1日－2022年7月31日
5. 周文杰：2022年8月1日－現任

## 學區
- 潭子區
  - 頭家
  - 頭家東里
  - 家福里
  - 家興里

## 外部連結
頭家國小 （页面存档备份，存于）
1. ↑   （页面存档备份，存于） （页面存档备份，存于） （页面存档备份，存于） （页面存档备份，存于）